# Chalaroderma
Chalaroderma är ett släkte av fiskar. Chalaroderma ingår i familjen Blenniidae.
Kladogram enligt Catalogue of Life:
| Chalaroderma | \| \| Chalaroderma capito \| \| \| \| \| \| Chalaroderma ocellata \| \| \| \| |
|              | \| \| Chalaroderma capito \| \| \| \| \| \| Chalaroderma ocellata \| \| \| \| |
|              | Chalaroderma capito                                                           |
|              |                                                                               |
|              | Chalaroderma ocellata                                                         |
|              |                                                                               |